# Xã Winslow, Quận Jefferson, Pennsylvania
Xã Winslow (tiếng Anh: Winslow Township) là một xã thuộc quận Jefferson, tiểu bang Pennsylvania, Hoa Kỳ. Năm 2010, dân số của xã này là 2.622 người.